# Russian Gap
Russian Gap är ett bergspass i Antarktis. Det ligger i Västantarktis. Argentina, Chile och Storbritannien gör anspråk på området. Russian Gap ligger 801 meter över havet.
Terrängen runt Russian Gap är varierad. Russian Gap ligger nere i en dal. Trakten är obefolkad. Det finns inga samhällen i närheten.